# Wisłoujście

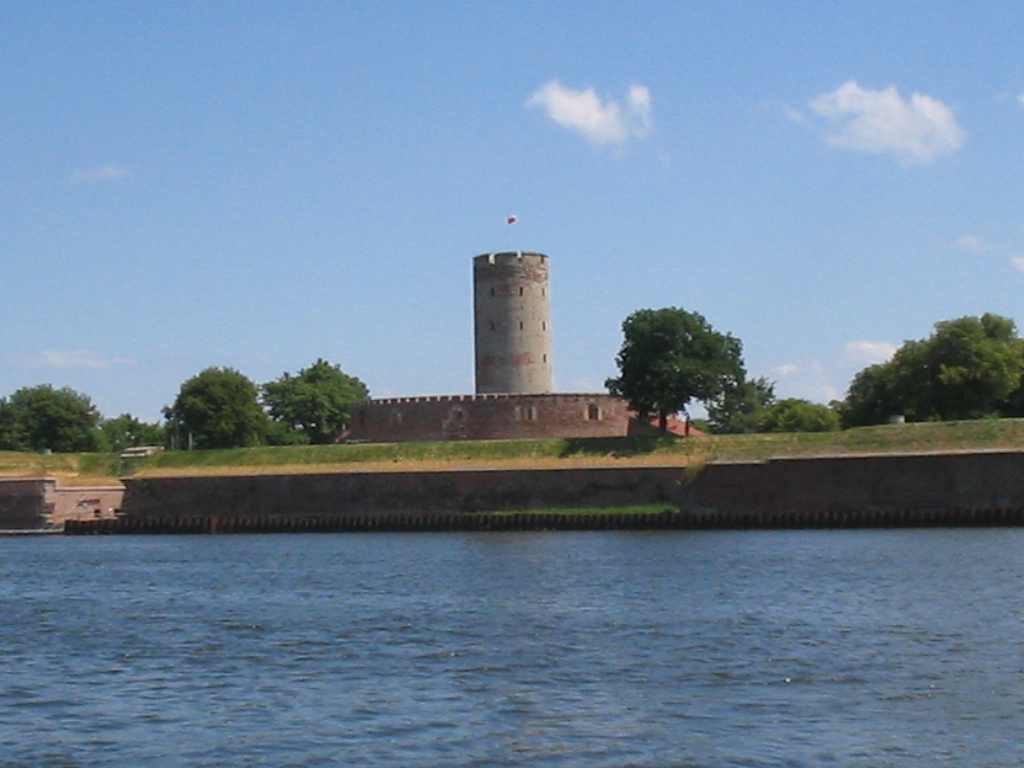
Twierdza Wisłoujście

Wisłoujście is een gebied van Gdańsk gelegen aan de rechteroever van de Martwa Wisła en met een veerpont te bereiken vanuit Nowy Port. Ten noorden ligt Westerplatte.
Bezienswaardigheid in Wisłoujście is de Twierdza Wisłoujście, een historisch verdedigingswerk.

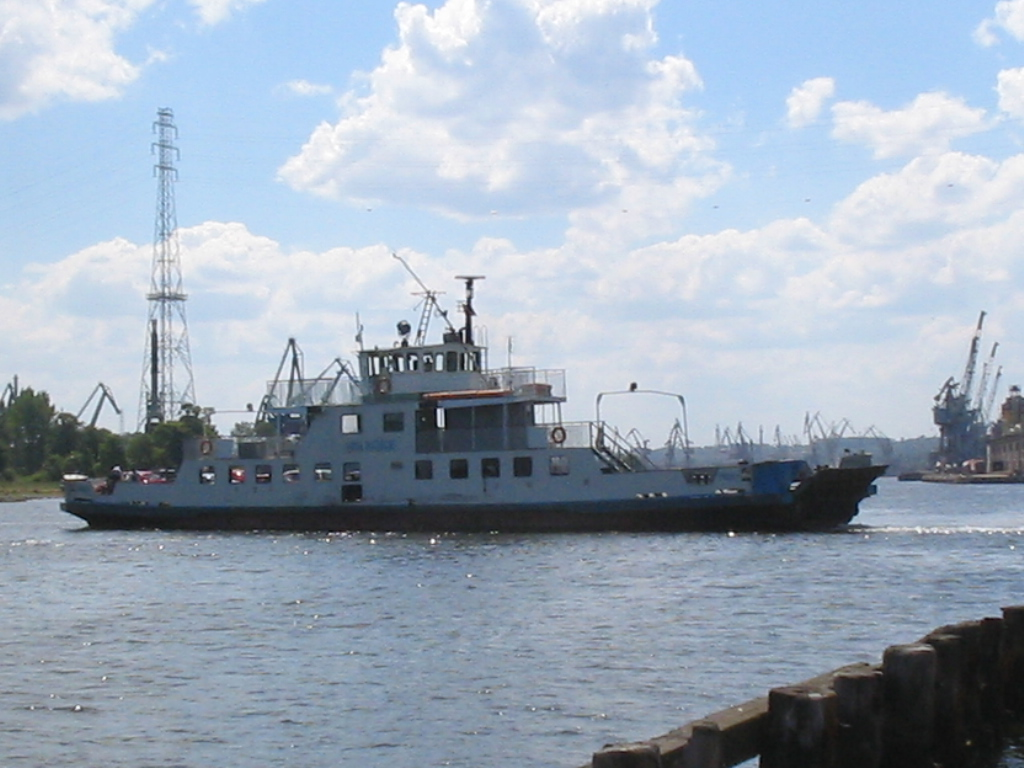
Veerboot

Aniołki · Brętowo · Brzeźno · Chełm-Południe · Jelitkowo · Kokoszki · Krakowiec-Górki Zachodnie · Letnica · Matarnia · Młyniska · Nowy Port · Oliwa · Olszynka · Orunia-Św.Wojciech-Lipce · Osowa · Piecki-Migowo · Przymorze · Rudniki · Siedlce · Stogi z Przeróbką · Strzyża · Suchanino · Śródmieście · VII Dwór · Wrzeszcz · Wyspa Sobieszewska · Wzgórze Mickiewicza · Zaspa-Młyniec · Zaspa-Rozstaje · Żabianka-Wejhera-Jelitkowo-Tysiąclecia